# 이든 셔
이든 셔(Eden Sher, 1991년 12월 26일 ~ )는 미국의 배우이다.

## 출연작품

### 애니메이션
- 프린세스 스타의 모험일기 (디즈니XD, 디즈니 채널) - 스타 버터플라이